# 阿什鎮區 (密歇根州)
阿什鎮區（英語：Ash Township）是位於美國密歇根州門羅縣的一個行政鎮區。

## 地方資料
阿什鎮區的面積為90.24平方千米，當中陸地面積為89.61平方千米，而水域面積為0.62平方千米。根據2020年美國人口普查的數據，當地共有人口7860人，而人口密度為每平方千米87.1人。